# Zanbato
La zanbatō (斬馬刀, letteralmente "spada taglia-cavalli") è una spada giapponese di grandi dimensioni, e di notevole peso, per il quale era solitamente impugnata a due mani. L'utilizzo storico della spada è tuttora controverso: probabilmente serviva per troncare o spezzare le zampe dei cavalli ed era utilizzata dai soldati delle prime file dell'esercito sottoposto ad una carica di cavalleria.

## Zanbatō nella cultura popolare moderna

Gatsu con la sua zanbatō

Nella cultura popolare moderna, la zanbatō appare spesso
- Nel manga e nell'anime di Inuyasha sia il protagonista (con Tessaiga quando è trasformata) che Bankotsu della Squadra dei sette (con la sua Banryu) combattono con una zanbatō.
- Nel manga Kenshin - Samurai vagabondo ritroviamo questo tipo di spada in mano a Sanosuke Sagara, uno dei personaggi principali.
- Nel manga Naruto la zanbatō è utilizzata da due degli antagonisti della storia: Zabuza Momochi e Kisame Hoshigaki, membri del gruppo dei Sette spadaccini della nebbia.
- Nel manga One Piece una zanbatō è utilizzata dal viceammiraglio Bastille.
- Nel manga Berserk la zanbatō è l'arma del protagonista, Gatsu.
- Nell'opera di Nobuhiro Watsuki Buso Renkin il protagonista Kazuki Muto utilizza un'arma alchemica simile ad una zanbatō.
- Nel videogioco Final Fantasy VII l'arma del protagonista Cloud Strife e di un personaggio secondario, Zack, è una larghissima zanbatō (battezzata "Buster Sword").
- Nel videogioco Crisis Core: Final Fantasy VII il protagonista Zack ottiene come "eredità" dal mentore Angeal una zanbatō, la "Buster Sword".
- Nel videogioco Dark Souls II, il boss Sir Alonne usa come arma principale la Spada Ammaliante, una lunga katana ispirata alla zanbatō.
- Nel videogioco Final Fantasy X l'eone samurai Yojimbo può utilizzare una katana chiamata Zanmato per eliminare qualsiasi nemico o boss esistente nel gioco.
- Nel videogioco Soulcalibur l'arma di Siegfried è una zanbatō o zweihänder; così come quella di Nightmare.
- Nel videogioco Devil May Cry la zanbatō è l'arma di uno degli antagonisti, Nelo Angelo, e arma secondaria dello stesso protagonista, Dante con il nome di Sparda.
- Nel videogioco The Legend of Zelda: Ocarina of Time, l'arma denominata Biggoron Sword può essere definita una zanbatō
- Nel manga Bleach è l'arma di Ichigo Kurosaki in shikai rilasciato.
- Nel manga e nell'anime di Rave - The Groove Adventure di Hiro Mashima il protagonista Haru Glory usa una spada magica chiamata Ten Commandaments che può mutarsi in dieci differenti forme con caratteristiche specifiche e nomi diversi per ciascuna. La prima di queste, quella di base in cui normalmente è configurata l'arma e dunque la più in mostra durante tutta la storia, si chiama Eisenmeteor, detta "la spada di ferro", la quale non ha nessuna caratteristica magica (ma è comunque molto più resistente di una comune spada) ed è proprio una tipica zanbatō.
- Nella serie OAV di Mazinkaiser SKL è una delle due armi principali del mecha protagonista.